# ГЕС Jiāngxī Lóngtóushān
ГЕС Jiāngxī Lóngtóushān (江西龙头山水电站) — гідроелектростанція на сході Китаю у провінції Цзянсі. Знаходячись після ГЕС Xīngàn, становить нижній ступінь каскаду на річці Гань, яка впадає до розташованого на правобережжі Янцзи найбільшого прісноводного озера країни Поянху.
У межах проєкту річку перекрили бетонною греблею висотою 31 м та довжиною 964 м, яка утримує водосховище з об'ємом 244 млн м3 (корисний об'єм 25,6 млн м3) та припустимим коливанням рівня поверхні в операційному режимі між позначками 23,7 та 24,2 м НРМ.
Інтегрований у греблю машинний зал обладнали вісьмома бульбовими турбінами потужністю по 30 МВт, які забезпечують виробництво 917 млн кВт·год електроенергії.
Видача продукції відбувається по ЛЕП, розрахованій на роботу під напругою 220 кВ.